# Kirbyana pratti
Kirbyana pratti är en insektsart som beskrevs av Frederick Arthur Godfrey Muir 1913. Kirbyana pratti ingår i släktet Kirbyana och familjen kilstritar. Inga underarter finns listade i Catalogue of Life.